# ミウィ橋本
ミウィ橋本 (ミウィはしもと) は、神奈川県相模原市緑区の橋本駅北口にある複合商業施設。運営会社は住商アーバン開発PM事業本部。

## 概要
橋本駅北口C地区第一種市街地再開発事業の核テナントとして、1999年（平成11年）9月に着工、2001年（平成13年）8月に竣工し、同年9月14日にオープンした。
ユニクロ（3階）、有隣堂 、無印良品（4階）などのテナントが出店する。この他に、相模原市の公共施設である相模原市立橋本図書館（6階）、杜のホールはしもと（7 - 8階）が入居する。3階から8階は市営橋本第2駐車場と接続している。2024年8月に第49期囲碁名人戦七番勝負（芝野虎丸名人vs一力遼棋聖）第1局が当地で開催（199手で一力の中押勝ち）
2014年10月8日、地下1階食品フロアにロピアミウィ橋本店がオープンした。

## 周辺商業施設
- イオン橋本店
- SING橋本
- アリオ橋本